# Eurasburg, Aichach-Friedberg
Eurasburg là một đô thị ở huyện Aichach-Friedberg bang Bayern nước Đức. Đô thị Eurasburg, Aichach-Friedberg có diện tích 23,96 km², dân số thời điểm ngày 31 tháng 12 năm 2006 là 1674 người.